# Athens (Alabama)
Athens – miasto w Stanach Zjednoczonych, w stanie Alabama, stolica hrabstwa Limestone. W 2008 roku liczyło 23 661 mieszkańców. A w 2010 roku 21 897 mieszkańców. W roku 2023 liczba mieszkańców wzrosła do 30 904 osób, a gęstość zaludnienia do 302,7 osoby/km².